# Khao poon
Khao poon (tiếng Lào: ເຂົ້າປຸ້ນ, phát âm [kʰà(ː)w pûn]); hay còn biết đến với tên gọi Bún cà ri Hoàng gia Lào hay Laksa Lào và đôi khi được đánh vần là kapoon, khao poun hoặc khao pun) là một món ăn trứ danh trong nền ẩm thực Lào. Khao poon 
là một loại bún gạo Lào thường được ăn kèm với thịt gà, cá hoặc thịt lợn giã nhuyễn trong nước dùng nước cốt dừa (hoặc không có) và nêm với các gia vị Lào truyền thống như nước mắm, padaek, lá chanh, riềng, tỏi, hành tím, ớt Lào và diếp cá. Các biến thể khác nhau của món ăn có mặt ở Malaysia, Thái Lan, Indonesia, Campuchia, Singapore và Hoa Kỳ.

## Lịch sử ra đời
Quá trình làm khao poon có thể do tổ tiên của người Lào mang lại khi họ di cư đến Tiểu vùng Sông Mekong Mở rộng từ miền Nam Trung Quốc. Cũng có khả năng món bún khao poon được các thương gia Trung Quốc giới thiệu đến Lào vì Luang Prabang và Viêng Chăn là một phần của tuyến đường thương mại cổ xưa với Trung Quốc.  Người Lào đã làm món khao poon để bán ở chợ và để tiêu dùng từ rất lâu trước khi người Pháp vào những năm 1800.
Cà ri nước cốt dừa có lẽ đã được du nhập vào Lào trong thời kỳ Ấn hóa Lan Xang vào thế kỷ 14 bởi người Khmer, các thương nhân Ấn Độ, hoặc thậm chí ngay từ thế kỷ 7 bởi các tu sĩ Phật giáo. Vài thế kỷ sau, Lan Xang đã ký một hợp đồng với Công ty Đông Ấn Hà Lan và giao thương trực tiếp với thế giới qua các cảng của Campuchia.
Khao poon thường được mô tả là món bún cà ri dừa của Hoàng gia Lào do có màu đỏ tươi và vàng tượng trưng.
Công thức truyền thống cho các loại khao poon khác nhau phục vụ hoàng gia Lào có thể được tìm thấy trong bộ sưu tập các công thức nấu ăn viết tay của Phia Sing (1898-1967), đầu bếp riêng của nhà vua và người chủ trì nghi lễ. Công thức viết tay của ông được xuất bản lần đầu tiên vào năm 1981.
Nhà văn và nhà làm phim người Mỹ, Harry Hervey (1900-1951), đã mô tả khao poon là một loại bún nấu nước dùng trong lời kể của ông về bữa tối do Hoàng thân Lào Phetsarath Rattanavongsa (1890-1959) mời tại Luang Prabang, Lào, trong chuyến du hành tới Đông Dương thuộc Pháp vào những năm 1920. Trong những năm 1950, André-Yvette Gouineau, chiến sĩ kháng chiến nổi tiếng người Pháp và anh hùng dân tộc của đất nước này, là một giáo sư tại Viêng Chăn, Lào, đã sưu tầm một số công thức nấu ăn truyền thống của Lào bao gồm cả khao poon. Gouineau mô tả khao poon là một "món bún ăn kèm với rau sống và nước xốt đặc biệt; rất bổ dưỡng."
Công thức của Gouineau giống với công thức làm món khao poon nam phrik của Phia Sing. Hai công thức nấu ăn đều bao gồm: sử dụng kết hợp thịt lợn và cá đã nấu chín rồi nghiền trong chày và cối cùng với gia vị và thảo mộc trước khi thêm hỗn hợp vào nước cốt dừa mới vắt, padaek và nước dùng. Món ăn được dùng kèm với hoa chuối thái mỏng, giá đỗ và bạc hà. Lớp cuối cùng của khao poon được mô tả tỉ mỉ trong công thức là "đổ bún vào đáy bát, thêm nhiều loại rau sống khác nhau tùy theo khẩu vị và sở thích và thêm thật nhiều nước xốt kem."

## Biến thể
Có nhiều biến thể khác nhau của món khao poon, bao gồm:
- Khao poon nam phik, hay còn được gọi là khao poon nam kathee (kèm nước cốt dừa)
- Khao poon nam jaew (không có nước cốt dừa), khao poon nam par (kèm nước mắm)
- Khao poon nam ped - Bún cà ri vịt Lào
- Khao poon nam paa - Bún cà ri cá Lào
- Khao poon nam gai - Bún cà ri gà Lào